# Йотун, Хильде
Хи́льде Йо́тун Бро́тен (норв. Hilde Jøtun Bråthen, урожд. Хи́льде Йо́тун, норв. Hilde Jøtun; род. 7 июля 1958, Осло) — норвежская кёрлингистка.
В составе женской сборной Норвегии участник четырёх чемпионатов мира (лучший результат — бронзовые призёры в 1981) и чемпионата Европы 1984 (заняли девятое место). Четырёхкратная чемпионка Норвегии среди женщин.
Играла в основном на позиции третьего.

## Достижения
- Чемпионат мира по кёрлингу среди женщин: бронза (1981).
- Чемпионат Норвегии по кёрлингу среди женщин: золото (1981, 1986, 1987, 1988)[4][5].

## Команды
| Сезон   | Четвёртый        | Третий       | Второй           | Первый       | Турниры                      |
| ------- | ---------------- | ------------ | ---------------- | ------------ | ---------------------------- |
| 1980—81 | Анне Йотун Бакке | Бенте Хуль   | Элизабет Скоген  | Хильде Йотун | ЧНЖ 1981 · ЧМ 1981           |
| 1984—85 | Анне Йотун Бакке | Хильде Йотун | Rikke Ramsfjell  | Билли Шерпен | ЧЕ 1984 (9 место)            |
| 1985—86 | Анне Йотун Бакке | Хильде Йотун | Трина Трульсен   | Билли Шерпен | ЧНЖ 1986 · ЧМ 1986 (5 место) |
| 1986—87 | Анне Йотун Бакке | Хильде Йотун | Ингвилль Гитмарк | Билли Сёрум  | ЧНЖ 1987 · ЧМ 1987 (4 место) |
| 1987—88 | Анне Йотун Бакке | Хильде Йотун | Ингвилль Гитмарк | Билли Сёрум  | ЧНЖ 1988 · ЧМ 1988 (4 место) |

(скипы выделены полужирным шрифтом)

## Частная жизнь
Её старшая сестра Анне Йотун — тоже кёрлингистка, они в одной команде несколько раз стали чемпионками Норвегии, выступали на чемпионатах мира и Европы.